# Guido Rosselli
Guido Rosselli (nacido el 25 de mayo de 1983 (41 años) en Empoli, Italia)  es un jugador italiano de baloncesto. Con 1.98 de estatura, juega en la posición de Alero en el Scaligera Verona de la Serie A2.

## Trayectoria
Después de un breve paso por Biella en 2008, juega en Pistoia cedido donde finalmente puede encontrar minutos importantes. En el período de 2009 a 2011 Rosselli ganó dos Copas de Italia (2010 y 2011) y casi el ascenso por dos veces con Veroli, teniendo un papel clave, después de haber sido uno de los pilares de la formación.
Considerado por muchos expertos como uno de los mejores jugadores italianos de la Legadue, en julio de 2011 el Umana Venezia le ficha y permamece allí hasta 2014.
En el verano de 2014 fue contratado por el PMS Torino de la Serie A2 Gold y ascendió a la Lega Basket Serie A.